# Linha do Cávado
A Linha do Cávado, igualmente conhecida como Linha do Vale do Cávado, foi um caminho de ferro de via estreita que foi projectado mas nunca construído, que deveria ligar Esposende a Braga, no Distrito de Braga, em Portugal. Caso tivesse sido construída, a linha teria um comprimento aproximado de 38 Km.

## História

### Antecedentes
Em meados do século XIX, o interior do Minho tinha grandes problemas de comunicações, uma vez que as vias terrestres eram pouco adequadas, sendo então principalmente usados os rios como meio de transporte. No caso do Cávado, este curso de água tinha problemas de navegabilidade, pelo que as comunicações entre Braga e o Porto eram normalmente feitas através de via terrestre até ao Carregadouro, e depois seguindo o Rio Lima até Viana do Castelo. Foram feitas várias tentativas para melhorar a navegabilidade do Cávado, mas sem sucesso, e posteriormente o eixo fluvial perdeu importância quando foi concluída a estrada de Braga ao Porto.
Quando se iniciou o planeamento da Linha do Minho, foram propostos vários traçados, alguns mais pelo interior do Minho, e outros seguindo principalmente o litoral; Francisco Maria de Sousa Brandão, num discurso à Associação dos Engenheiros Civis Portugueses, em 4 de Novembro de 1876, relatou que um conde espanhol, o Conde de Réus, propôs uma linha do Porto à Galiza que seguia pelo litoral a partir de Vila do Conde, passando por Esposende. O governo ordenou a realização de um novo projecto para aquele caminho de ferro, que incluísse desde logo um ramal para Braga, sendo o novo traçado pelo interior até à foz do Cávado. Projectos consequentes para a Linha do Minho reduziram ainda mais o percurso do litoral, até que o definitivo apenas o fez chegar ao mar em Viana do Castelo. Em 21 de Maio de 1875, entrou ao serviço o Ramal de Braga, que ligava a cidade de Braga à Estação de Nine, na Linha do Minho. Por seu turno, a Estação de Barcelos abriu em 21 de Outubro de 1877.

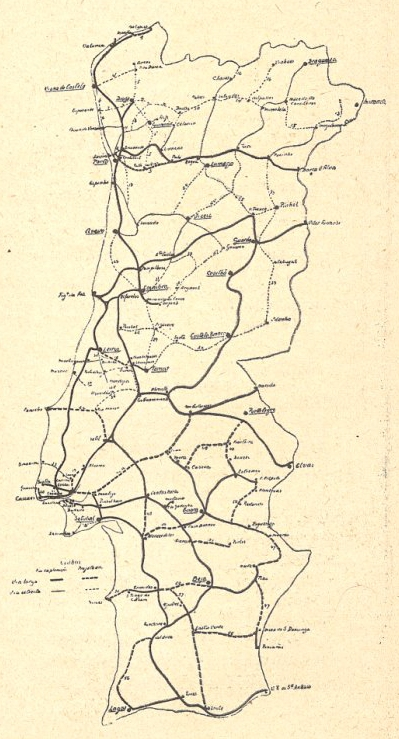
Mapa do Plano da Rede de 1930, incluindo a Linha do Cávado.

### Planeamento
Em 10 de Agosto de 1897, o Ministro da Fazenda, Mariano de Carvalho, apresentou um projecto de lei às Câmaras, para autorizar o governo a adjudicar a construção e exploração de várias linhas em hasta pública, incluindo uma de Esposende a Barcelos.
Em Março de 1925, foi noticiado que já tinham começado os trabalhos da Linha do Vale do Cávado, que deveria terminar na Póvoa de Varzim.
Em finais de 1926, a Associação Comercial de Braga pediu ao Ministro do Comércio a publicação de um decreto para a concessão da construção e exploração da Linha do Cávado.
Em 1928, a concessão para esta linha pertencia à Companhia dos Caminhos de Ferro do Norte de Portugal, tendo o Conselho Superior de Obras Públicas proposto que fosse adiado o projecto de Esposende a Braga, sugerindo em vez disso à Companhia do Norte que construísse a linha de Braga a Arcos de Valdevez. Em Abril de 1928, a Companhia do Norte foi autorizada a dar preferência à linha de Braga a Arcos de Valdevez.
O Plano Geral da Rede Ferroviária, publicado pelo Decreto n.º 18:190, de 28 de Março de 1930, reorganizou a rede ferroviária portuguesa, tendo introduzido novos projectos ou reorganizado os já existentes para troços ferroviários. Um dos caminhos de ferro incluídos no plano foi a Linha do Cávado, que se iniciaria em Esposende, onde se ligaria à também planeada Linha do Litoral do Minho, passaria por Barcelos, na Linha do Minho, e terminaria em Braga, onde se uniria à projectada Transversal do Minho, e ao Ramal de Braga, que já estava em funcionamento..
Em 1933, a Companhia do Norte tinha a concessão para construir os troços entre a Póvoa de Varzim e Guimarães por Esposende, Barcelos e Braga, tendo já sido aprovado o projecto para a secção entre a Póvoa e Fão.